# Franse parlementsverkiezingen 1936
De Franse parlementsverkiezingen van 1936 werden op 26 april en 3 mei 1936 gehouden. De parlementsverkiezingen werden gewonnen door het linkse Volksfront (Front Populaire), een combinatie van de socialistische Section Française de l'Internationale Ouverière (SFIO), de links-liberale Républicains Radicaux et Radicaux Socialistes (RRRS, kortweg Parti Radical Socialiste), de communistische Parti Communiste Français (PCF) en enkele kleinere socialistische en communistische partijen. Kleinere linkse partijen, groeperingen en individuen (waaronder enkele linkse rooms-katholieken en centrum-politici) steunden het Volksfront, maar waren formeel geen lid. Het Volksfront stond onder leiding van Léon Blum (SFIO) die na de verkiezingsoverwinning van het Volksfront een kabinet vormde bestaande uit de SFIO, de RRRS en de Union Socialiste Républicaine.

## Uitslag

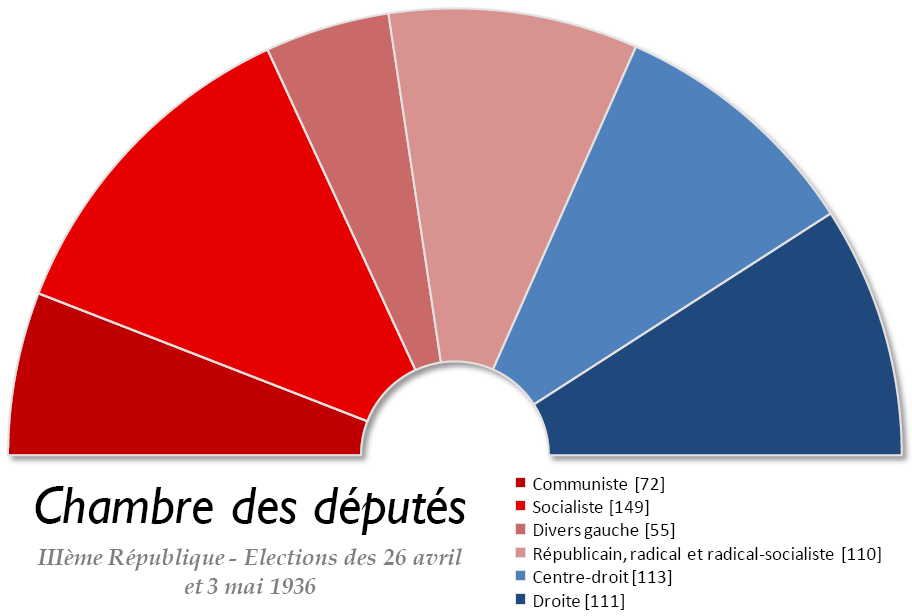
Verkiezingsuitslag

| Partij | %     | Zetels |
| --- | ----- | ------ |
| Franse Sectie van de Arbeiders Internationale (Section Française de l'Internationale Ouvrière)                                                                                             | 27,2% | 205    |
| Republikeinse Radicalen en Radicaal-Socialisten (Républicains Radicaux et Radicaux Socialistes)                                                                                            | 14,4% | 109    |
| Republikeins-Socialistische Partij (Parti Républicains Socialiste) Proletarische Unie Partij (Parti de l'Unite Proletaire) Communistische Partij van Frankrijk (Parti Communiste Français) | 15,3% | 72     |
| Totaal Volksfront | 56,9% | 386    |
| Democratische Volkspartij (Parti Démocrate Popular) | -     | 128    |
| Republikeinse Unie (Union Républicaine) Linkse Republikeinen (Gauche Républicaine) Radicale Onafhankelijken (Radicaux Indépendants)                                                        | -     | 94     |
| Totaal Conservatieven en Republikeinen | 42,7% | 222    |
| Overigen | 0,2%  | 0      |
| Totaal | 99,6% | 608    |

## Verwijzing
1. ↑  De rechtervleugel van deze partij onder leiding van Édouard Daladier was evenwel weinig enthousiast over de samenwerking met de SFIO en de PCF
2. ↑  De Parti Républicainse Socialiste en andere partijen